# WINTERDELICS.EP〜あなたといきてゆく〜
「WINTERDELICS.EP〜あなたといきてゆく〜」（ウインターデリックス・イーピー - ）は、2017年11月22日にLSGから発売のGLAYの通算55作目のシングル。

## 概要
前作より1年と5か月ぶりとなるシングル（シングルのタイトルに「.EP」が入る作品は『Ashes.EP』以来、10年と1ヶ月ぶり）。作詞・作曲はTAKUROが担当した。
10月27日に表題曲である「あなたといきてゆく」がiTunesなどの音楽配信サイトにて先行配信された。
配信版とCD版ではジャケットのデザインが異なっており、前者は「カップルが手を繋いで歩いている後ろ姿が映し出され、その二人の後ろ姿からはまさに「あなたといきてゆく」様が感じ取る事が出来るデザイン」、後者は「配信用ジャケットに使用された写真とGLAYメンバーが笑顔で肩を組んでいる写真がそれぞれフォトフレームに入って部屋の片隅の飾られており、生活の一部を表しているデザイン」となった。ちなみにCD版のジャケットはメンバーの発案により、急遽決まったものだという。
また、後にこのジャケットを飾った男性が、タイアップになったドラマの主演を務めた沢村一樹氏であることも発表された。ちなみに氏も長いキャリアの中で背中だけの撮影は初とのことで、本人もこれについてコメントを寄せている。
「CD+DVD」と「CDのみ」の2タイプでの発売。CDは両タイプ共通で、カップリングには過去の楽曲の再録バージョン2曲（「時計」「Satellite of love」）と、2016年10月に行われた「VISUAL JAPAN SUMMIT」での公演より「Joker」（X）のカバーを収録。
また、DVDには表題曲を含む、初商品化となるミュージックビデオ4曲、そして「Never Ending Supernova」「TOKYO SUMMERDELICS」より2曲ずつのライブ公演を収録。

## 記録
オリコンの週間シングルチャート（12月4日付）では32,054枚を売り上げ、3位を獲得。通算38作目のトップ3入りを果たした。
また、配信サイト・レコチョクの週間シングルチャートでは自身の最高位となる4位を獲得し、初のトップ10入りを果たした。

## 収録曲
1. あなたといきてゆく
作詞・作曲：TAKURO
TAKURO曰く、「この曲のモチーフは20年前からあった」との事で、「例えば『HOWEVER』はもう、“GLAY、ここにあり、決定打！”みたいな、『BELOVED』『誘惑』に続くものとして気合いも入っていたし、『Eternally』は“誰かのために”っていう気持ちとともに、きっちり良い曲を書こうっていう思いもあった。だけど『あなたといきてゆく』は自然発生的に生まれて20年くらいほったらかしにされてて、少しずつ書き足していって2016年にようやく形になり、2017年にようやくセッションに入り…っていう。そういう意味でも、17歳の頃に書いた『ずっと2人で…』と生まれは似ているかもしれない。」との事[5]。
テレビ東京系連続ドラマ『ユニバーサル広告社～あなたの人生、売り込みます!～』主題歌[6][7]。
2. 時計（再録）
作詞・作曲：TAKURO
TERU曰く「ホールツアーでバンドアレンジでやってたので、シングルが出ることが決まってから今のモードで録り直しました。」との事[8]。
3. Satellite of love（再録）
作詞・作曲：TAKURO
TERU曰く「僕が録り直したいっていう気持ちがずっとあって。10年前のテイクは“がむしゃらに歌ってるTERU”の声が入ってるんです。でもライブで歌う中で、歌い方が変化してきたので録り直した。」との事[8]。
4. Joker（LIVE from VISUAL JAPAN SUMMIT 2016）
作詞・作曲：hide
Xのカバー。TAKUROの希望により収録されたという[8]。
5. 「SUMMERDELICS」reprise
CD版のみ収録。

全編曲：GLAY・亀田誠治

### DVD（CD+DVD盤）
1. あなたといきてゆく（MUSIC VIDEO）
2. シン・ゾンビ（MUSIC VIDEO）
3. XYZ（MUSIC VIDEO）
4. SUMMERDELICS（MUSIC VIDEO）
5. あなたといきてゆく（LIVE from Never Ending Supernova 17.5.15 市川市文化会館）
6. BE WITH YOU（LIVE from Never Ending Supernova 17.5.15 市川市文化会館）
7. the other end of the globe（LIVE from TOKYO SUMMERDELICS 17.7.31 お台場）
8. HOWEVER（LIVE from TOKYO SUMMERDELICS 17.7.31 お台場）

## 収録アルバム
あなたといきてゆく
- NO DEMOCRACY (アルバムバージョン)
- DRIVE 2010〜2026 -GLAY complete BEST